# Палац Саґера
Палац Саґера (швед. Sagerska huset) — офіційна резиденція прем'єр-міністра Швеції, що знаходиться в центрі столиці Швеції — Стокгольмі — на вулиці Стрьомґатан, будинок 18, поряд з Королівським палацом і будівлею Риксдагу. Спочатку особняк був побудований на замовлення дипломата Роберта Саґера як приватна резиденція. У будинку проживало кілька поколінь родини Саґерів до 1988, що зробило його останнім приватним особняком у Стокгольмі. Після цього він був придбаний державою і з 1995 став офіційною резиденцією шведського прем'єр-міністра  .

## Історія та архітектура

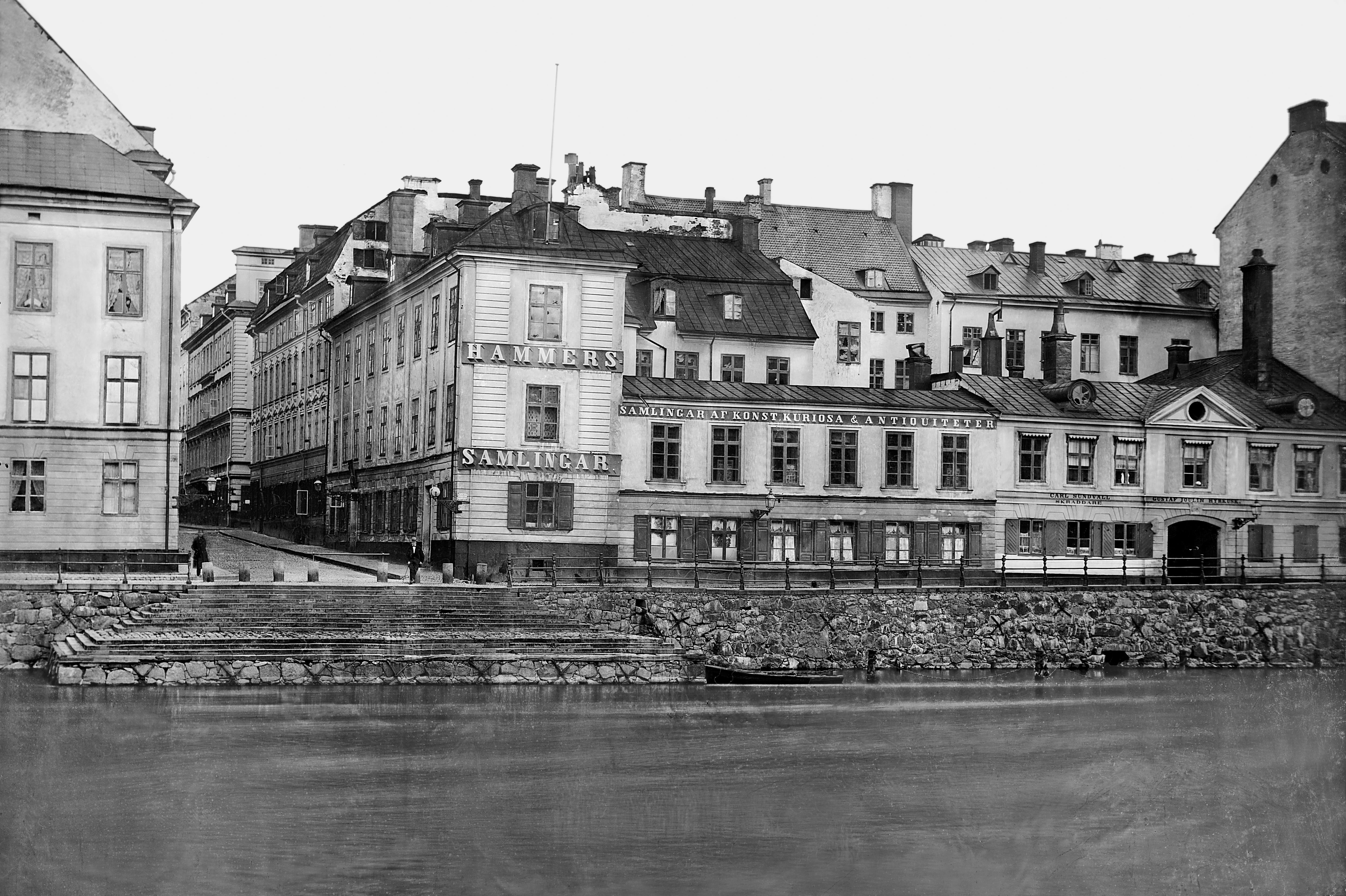
Палац Саґера до 1883.

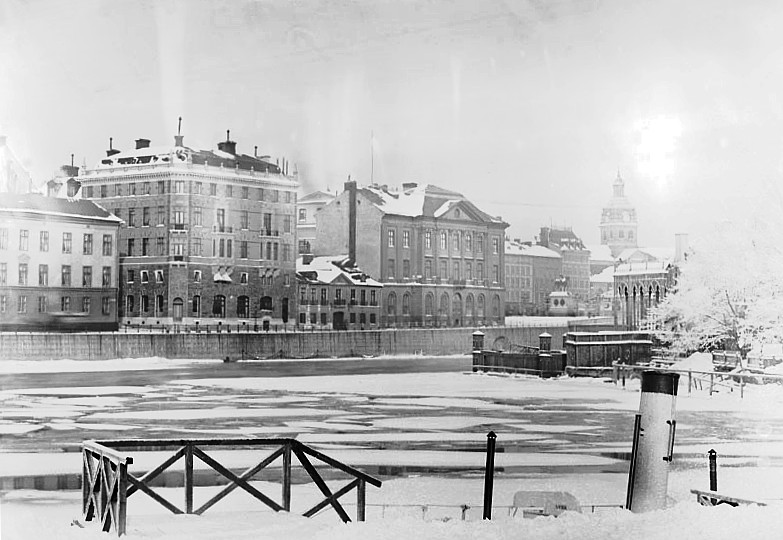
Палац Саґера близько 1890.

Перші згадки про споруди на місці нинішнього особняка відносяться до 1640-х, а саме опис маленької будівлі на довгій, вузькій ділянці між вулицями Фредсгатан та Стрьомгатан, біля річки Норстьорм. В 1772 будинок був перебудований на двоповерховий особняк з одним центральним входом. У 1880 все майно із землею було придбане братами Робертом та Едвардом Саґерами, а 1883 в архітектуру будинку було внесено незначні зміни. Незабаром, камергер короля Оскара II і дипломат Роберт, що став повноправним власником будинку і одружився у 1888  з датчанкою Марі Мотке Гаїфельдт, після народження сина наступного року ініціював повну реконструкцію будинку, проведену в період з 1893 по 1894  за проєктом архітектора Жана Рене Пьєра Літу. В результаті будинок був перероблений у стилі необарокко з деталями та поручнями з кованого заліза та цинку, а дах був зроблений мансардним. З 1899 по 1901 пройшла нова реконструкція за планом архітектора Густава Ліндгрена, завдяки якій було зроблено два входи на бічних флангах замість одного, інтер'єри будинку були оформлені в англійському стилі, рококо та стилі Людовіка XVI, сама будівля була обладнана унікальною системою вентиляції та опалення, а поряд був побудований каретний сарай зі стайнею для трьох коней. Роберт Саґер прожив залишок свого життя в Палаці Саґера до 1919 разом зі своєю дружиною Марі Мотке Гайфельдт. Після цього їхній син Лео став жити в особняку, північна частина якого в 1947 була викуплена державою, а стайні були знесені для будівництва на їхньому місці будівлі архіву міністерства закордонних справ. Після смерті Лео в 1948, за його заповітом будинок перейшов католицькій церкві з умовою, що в ньому залишиться жити його дружина, Віра, яка пізніше померла в 1986. У 1988 будинок був повністю викуплений державою, а 1 жовтня 1993 перейшов у відання Національної ради із власності, після чого було проведено його повну реконструкцію за проєктом архітектора Сванте Тенґбома. Перший поверх зайняв залу прийомів, кухню та приміщення персоналу, а другий поверх – вітальні. Квартира прем'єр-міністра була розміщена на третьому та четвертому поверхах разом з кухнею, офісом, спальнею та терасою з видом на внутрішній двір. У підвалі було розміщено сауну та приміщення для занять хобі. В 1995 особняк став резиденцією прем'єр-міністра Швеції . У 2011 будинок зазнав семимісячного ремонту, під час якого були замінені ліфти, опалювальна система, відремонтований дах, ванна та кухня, а колір фасаду було замінено на колір лляної олії. На час реконструкції сім'я прем'єр-міністра Фредріка Райнфельдта жила в іншому будинку.
У 2012 в будці біля резиденції було знайдено тіло охоронця, який скоїв самогубство з власної вогнепальної зброї  .
|  |  |